# Эштевеш, Гонсалу
Гонса́лу ду Ла́гу По́нтеш Эште́веш (порт. Gonçalo do Lago Pontes Esteves; родился 27 февраля 2004, Аркуш-ди-Валдевеш) — португальский футболист, правый защитник итальянского клуба «Удинезе», выступающий на правах аренды за швейцарский «Ивердон-Спорт».

## Клубная карьера
Уроженец Аркуш-ди-Валдевеша, Гонсалу является воспитанником футбольной академии «Порту». Летом 2021 года перешёл в «Спортинг». 22 августа 2021 года дебютировал за «Спортинг B», резервную команду «Спортинга». 7 октября 2021 года был включён в список «60 лучших молодых талантов мирового футбола», рождённых в 2004 году, составленный британской газетой «Гардиан». 15 октября 2021 года дебютировал в основном составе «Спортинга» в матче Кубка Португалии против «Белененсеша». 7 декабря 2021 года дебютировал в Лиге чемпионов УЕФА в матче группового этапа против «Аякса».
2 августа 2024 года перешёл в итальянский "Удинезе, подписав четырёхлетний контракт до середины 2028 года. 29 августа швейцарский «Ивердон-Спорт» объявил об аренде Эштевеша до конца сезона. 31 августа дебютировал в чемпионате Швейцарии в матче против «Грассхоппера».

## Карьера в сборной
Выступал за сборные Португалии до 16, до 18 и до 19 лет.

## Личная жизнь
Гонсалу — младший брат футболиста Томаша Эштевеша.